# سن-لئون-لو-گران (با-سن-لوران)
سَن-لِئون-لو-گران، با-سَن-لُران (به فرانسوی: Saint-Léon-le-Grand) قصبه‌ای در منطقه شهری لا ماتاپدیا ناحیه با-سن-لوران در استان کبک کانادا است. در سرشماری سال ۲۰۱۱ این قصبه ۱٬۱۰۹ نفر جمعیت داشته‌است و مساحت آن ۱۲۷٫۷۳ کیلومتر مربع است.